# Papasidero
Papasidero è un comune italiano di 589 abitanti della provincia di Cosenza in Calabria.

## Geografia fisica
Il suo territorio, compreso tra 75 e 1463 metri di altitudine, è la riserva naturale orientata della Valle del fiume Lao (D.M. Ambiente - luglio 1987) e fa parte del parco nazionale del Pollino. Alle pendici della collina su cui si erge scorre il fiume Lao lungo il quale i turisti sono soliti praticare lo sport del rafting.

## Storia
Il nome deriva dal greco Papàs Isidoros  (Παπάς Ισίδωρος), un monaco bizantino basiliano di un monastero greco-ortodosso della zona. Alcuni storici calabresi ritengono che Papasidero sia sorto nel territorio dell'antica città greca di Skidros, una delle colonie di Sibari  che faceva da collegamento tra Sibari e Laos e che il nome derivi da essa.

### Simboli
Lo stemma e il gonfalone del comune di Papasidero sono stati concessi con decreto del presidente della Repubblica del 21 dicembre 1978.
Le stelle alludono a sidereus ("stellato") per assonanza con il toponimo, sovrastanti la rupe sulla quale sorge il paese.
Il gonfalone è un drappo troncato di bianco e di azzurro.

## Monumenti e luoghi d'interesse
Da visitare il santuario di Nostra Signora di Costantinopoli del XVII-XVIII secolo e il sito archeologico della Grotta del Romito. Caratteristico è il centro storico di impianto medievale con alla sommità del borgo la chiesa madre di San Costantino e il castello normanno-svevo. La cinta muraria medievale presenta delle antiche porte d'ingresso al borgo tra cui si conserva ancora quella del cambio della Guardia.

## Società

### Evoluzione demografica
Abitanti censiti

## Amministrazione
| Periodo | Periodo   | Primo cittadino    | Partito      | Carica  | Note |
| ------- | --------- | ------------------ | ------------ | ------- | ---- |
| 1995    | 2000      | Francesco Di Marco | lista civica | Sindaco |      |
| 2000    | 2005      | Mario Bloise       | lista civica | Sindaco |      |
| 2005    | 2010      | Mario Bloise       |              | Sindaco |      |
| 2010    | 2015      | Fiorenzo Conte     | lista civica | Sindaco |      |
| 2015    | 2020      | Fiorenzo Conte     | lista civica | Sindaco |      |
| 2020    | in carica | Fiorenzo Conte     | lista civica | Sindaco |      |